# Parawintrebertia discreta
Parawintrebertia discreta är en insektsart som först beskrevs av Marius Descamps 1964.  Parawintrebertia discreta ingår i släktet Parawintrebertia och familjen Euschmidtiidae. Inga underarter finns listade i Catalogue of Life.